# Стілець

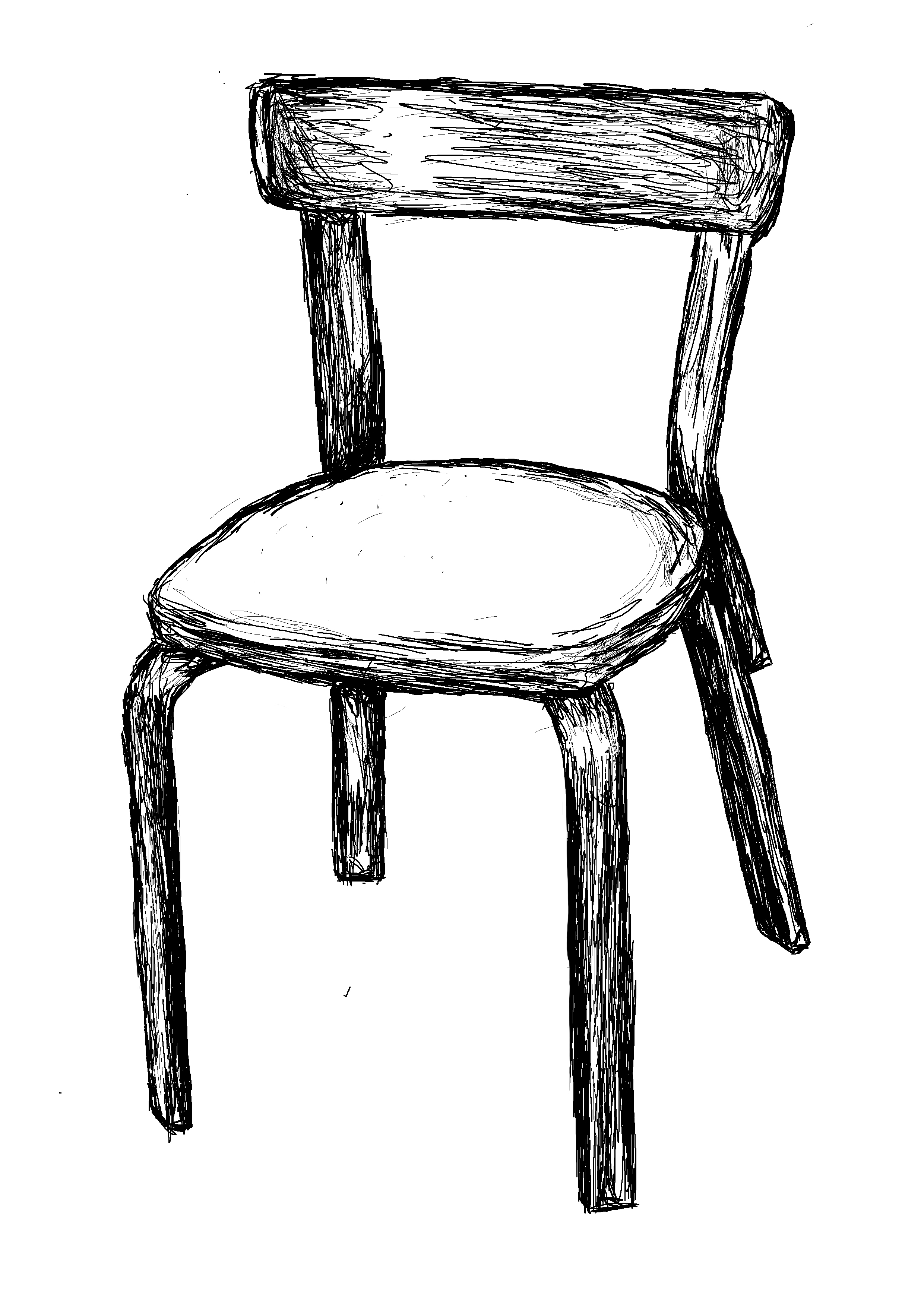

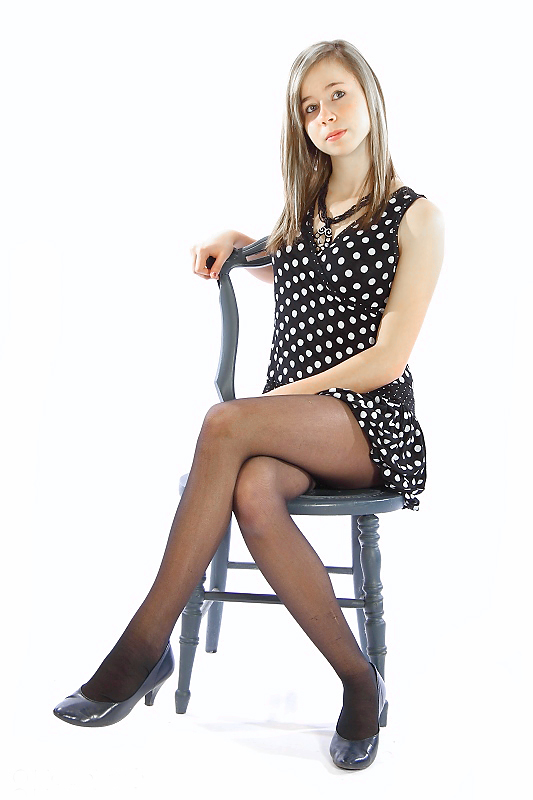

Стіле́ць (зменшувальне від «стіл»), розм. дзи́ґлик — предмет меблів, що призначений для сидіння однієї людини і має ніжки і спинку. Аналогічні меблі без спинки називаються табуретом. Стілець підвищеної комфортності з підлокітниками називається кріслом. Для того, щоб комфортно витягнути ноги, іноді вживають пуфи.
У багатьох випадках те, на чому сидять, називається сидінням, наприклад сидіння в машині. Стільці, як правило, не прикріпляються ніжками до підлоги, і тому їх можна пересувати по приміщенню.

## Історія
Зображення найдавніших стільців трапляються в мистецтві Стародавнього Єгипту й Стародавньої Греції класичного періоду. У V ст. до н. е. в Греції з'являється клісмос — стілець зі спинкою і вигнутими ніжками. Цей предмет меблів був вельми поширеним і використовувався всіма верствами суспільства.

## Будова
Основні частини стільця — сидіння і спинка. У стільцях з квадратними і прямокутними сидіннями основа останніх складається чотирьох планок (царг), сполучених шиповим з'єднанням. Стільці з круглим сидінням (віденські) мають круглу основу з вигнутих брусів. У типовому стільці сидіння спирається на чотири ніжки, їх часто з'єднують між собою поперечки (розм. обні́жки, заст. пере́чки), обніжки венських стільців мають кільцеподібну чи дугоподібну форму. Іноді в конструкцію стільця входять підлокітники.
Між сидінням і спинкою стільця зазвичай є проміжок, залишений для вентиляції. З тією ж метою спинка і сидіння іноді виготовляються з пористого матеріалу або мають отвори, що також є елементом декорації.

## Види стільців
- Віденський стілець
- Барний стілець
- Дитячий стілець
- Офісний стілець